# Phebellia glauca
Phebellia glauca là một loài ruồi trong họ Tachinidae.